# Liste der Monuments historiques in Salaunes
Die Liste der Monuments historiques in Salaunes führt die Monuments historiques in der französischen Gemeinde Salaunes auf.

## Liste der Objekte
| Bezeichnung                                        | Beschreibung          | Standort                        | Kennzeichnung | Schutzstatus | Datum | Bild |
| -------------------------------------------------- | --------------------- | ------------------------------- | ------------- | ------------ | ----- | ---- |
| Skulptur Der heilige Rochus als Pilger (gestohlen) | Holz, 18. Jahrhundert | in der Kirche Notre-Dame (Lage) | PM33000777    | Classé       | 1970  |      |
| Skulptur des heiligen Rochus                       | Holz, 17. Jahrhundert | in der Kirche Notre-Dame (Lage) | PM33000778    | Classé       | 1971  |      |